# 约翰·劳里山
约翰·劳里山（英語：Mount John Laurie）是加拿大落基山脉的一座山，位于加拿大艾伯塔。

## 概述
这座山的官方名称为约翰·劳里山，或劳里山，不过其本土名称亚姆斯卡山（Mount Yamnuska）更为出名。“Yamnuska”的意思为“石墙”。约翰·劳里是艾伯塔印地安协会的创始人。
约翰·劳里山是弓河山谷北侧的第一座山。其位置靠近卡尔加里，是一个很受欢迎的峭壁。它也是一个攀岩的好地点，上面超过100多条的线路，难度各不相同。
这座山是麦康奈尔推力造成的。悬崖表面的石头年龄为8千万年，山脚碎石坡的石头年龄为8百万年。